# Kristotomus ctenonyx
Kristotomus ctenonyx là một loài tò vò trong họ Ichneumonidae.